# Schkurnik
Schkurnik ist eine ukrainisch-sowjetische Filmgroteske von Mykola Schpykowskyi von 1929. Sie konnte erst ab  1990 öfter öffentlich gezeigt werden.

## Inhalt
Die Handlung spielt in der Ukraine zur Zeit des Bürgerkrieges um 1918/1920.
Apollon Schmygajew sammelt heruntergefallene Zuckerkonserven  neben  einem Transportwagen auf, wird dabei erwischt und von den Roten verpflichtet, diesen zu einem bestimmten Ort  zu beförderm. Dafür soll er ein Kamel benutzen, da keine Pferde zur Verfügung stehen. Er begibt sich auf die Reise durch verschiedene besetzte Gebiete in der Ukraine, schlägt sich überall durch, indem er sich jeweils anpasst.  Am Ende wird er von den Roten wegen mangelnden politischen Bewusstseins getadelt, während das Kamel wegen seines vorbildlichen Verhaltens – es hatte nur die Weißen bespuckt – in den Kolchos aufgenommen wird.
Der Film ist ein groteskes Roadmovie mit vielen absurden Momenten. Er karikiert die  verschiedenen Bürgerkriegsparteien sowie die Opportunisten. Er ist auch eine Satire auf das pathetische revolutionäre sowjetische Bürgerkriegskino von Eisenstein, Pudowkin und weiteren Regisseuren. Schkurnik ist die russische und ukrainische Bezeichnung für jemanden, der nur seinen Eigennutz sucht.

## Hintergründe
Mykola Schpykowskyi hatte seit 1925 einige Filmkomödien in Odessa gedreht, die aber alle von der offiziellen Filmkritik schlecht bewertet wurden.
Schkurnik wurde am 2. Mai 1929 erstmals aufgeführt, kam danach  aber nicht in die Kinos. Eine zeitgenössische Filmkritik verurteilte den Film scharf, weil er kein Bewusstsein für die Errungenschaften der Revolution und deren Kämpfe habe, nur die negativen Seiten des Bürgerkrieges beleuchte und sich über alle Seiten lustig mache.  Auch die offizielle Verbotsmitteilung ist erhalten. Der Film geriet danach  vollständig in Vergessenheit.
Ende der 1980er Jahre begannen sowjetische Filmwissenschaftler nach ihm zu suchen, nachdem die  Filmrezensionen des bekannten Dichters Ossip Mandelstam  neu veröffentlicht wurden, der diesen Film als einzigen nicht verrissen hatte.
Sie fanden das Negativ, das aber so trocken war, dass es nur manuell kopiert werden konnte.
1990 wurde der rekonstruierte Film unter anderem auf der Berlinale gezeigt, seit etwa 2015 dann öfter in der Ukraine, aber auch in  Frankreich, Spanien, Großbritannien den  USA, Südkorea und wieder in Berlin.